# ادگارد
اَدگارد (به انگلیسی: AdGuard) مجموعه‌ای از نرم‌افزارهای حفاظت از کاربر در مقابل تبلیغات ناخواسته، تبلیغات بالاپر، بنرهای تبلیغاتی، کدهای ردگیری، مطالب ناصحیح و غیر اصولی، وبسایت‌های دارای بدافزار و فیشینگ است. نرم‌افزارهای ادگارد همگی برپایهٔ نرم‌افزارهای متن‌باز و مشروطی ساخته شده‌اند. این نرم‌افزارها با سیستم عامل‌های مایکروسافت ویندوز، لینوکس، مک‌اواس، اندروید و آی‌اواس هماهنگی دارند. ادگارد به منظور قابل دسترس و استفاده بودن در همهٔ سیستم‌عامل‌ها، علاوه بر نرم‌افزار مجزا، به صورت افزونهٔ مرورگر هم ارائه می‌شود. در سال ۲۰۱۸ پنج میلیون کاربر از ادگارد استفاده کرده‌اند.
ادگارد در سال ۲۰۰۹ در روسیه بنیان‌گذاری شد و در سال ۲۰۱۷ دفتر اصلی شرکت به جزیرهٔ قبرس منتقل شد. اما همچنان بیشتر کارمندان این شرکت در شهر مسکو در روسیه ساکن هستند.

## محصولات
با وجود اینکه در بسیاری از مقالات علمی و صنعتی نگاه مثبتی به ادگارد هست. بین سال‌های ۲۰۱۴ تا ۲۰۱۶ شرکت گوگل و اپل به دلیل طبیعت این محصول که مانع از دسترسی آنها به داده‌های کاربران می‌شد، دسترسی کاربران خود از طریق گوگل پلی و اپل استور به نرم‌افزار ادگارد را محدود کردند. به طوری که کاربران اندروید و آی‌اواس باید آنرا به طور مستقیم از طریق وبگاه شرکت ادگارد بر روی تلفن‌های همراه خود نصب کنند. 
محصولات ادگارد عبارتند از:
1. ادگارد هوم (رایگان): این محصول «سامانه‌ی نام دامنه‌ها» را شناسایی کرده و مانع اتصال نرم‌افزارها به سرویس‌های تبلیغاتی و دزدی داده از کاربر می‌شود.[۱۰][۱۱][۱۲]
2. افزونهٔ مرورگر اینترنت (رایگان): این افزونهٔ مرورگر تمامی تبلیغات و کدهای مخرب و ضد حریم خصوصی کاربر را از صفحات اینترنتی حذف می‌کند.[۱۳][۱۴]
3. ادگارد برای ویندوز، اندروید، مک‌اواس و آی‌اواس (تست رایگان، نسخه کامل به صورت غیررایگان ارائه می‌شود.)
4. ادگارد مدافع محتوی (کانتنت بلاکر)
5. سامانهٔ نام دامنه‌های ادگارد (رایگان): خدماتی رایگان برای بستن دسترسی نرم‌افزارها به سرورهای تبلیغاتی و جاسوسی و ضد حریم خصوصی کاربر است. این سرویس علاوه بر کاربران عادی، به والدین نیز اجازه می‌دهد که دسترسی فرزندان خود به سایت‌های نامناسب برای افرادی با سن کمتر از سن قانونی را ببندند.[۱۵][۱۶]

## تحقیقات
توسعه‌دهندگان ادگارد به منظور آگاه‌سازی عموم مردم از شرایط بد حریم خصوصی اینترنت، امنیت رایانه‌ای و حریم خصوصی اطلاعاتی، تحقیقات علمی انجام می‌دهند. مقالات زیر از جملهٔ این فعالیت‌های علمی منتشر شده هستند: 
- توزیع گستردهٔ شبکهٔ تبلیغاتی فیس‌بوک[۱۷][۱۸]
- ادبلاکرهای تقلبی[۱۹][۲۰]
- معروف‌ترین مشکلات حفظ حریم خصوصی اندروید و آی‌اواس[۲۱][۲۲][۲۳][۲۴]
- چطور بزرگترین وبگاه‌های اینترنتی در مونرو (رمزارز) مشارکت دارند[۲۵][۲۶][۲۷]

## رخدادهای اصلی
- در اواخر سال ۲۰۱۴ گوگل پلی دسترسی کاربران به ادگارد برای اندروید را برای همیشه بست. از آن پس کاربران اندروید از سایت اصلی ادگارد قادر به دریافت این نرم‌فزار هستند.[۲۸]
- از تابستان ۲۰۱۸ تا ۲۰۱۹ برای حدود یک سال اپل استور اجازهٔ به‌روزرسانی ادگارد توسط کارمندان این شرکت را به آنها نداد.[۲۹][۳۰][۳۱][۳۲]
- در سپتامبر ۲۰۱۸ به شرکت حملهٔ سایبری شد و رمز عبور کاربران دزدیده شد؛ اما سایت ادگارد طوری طراحی شده‌است که فقط با لو رفتن اطلاعات کاربران هیچ خطری آنها را تهدید نمی‌کند.[۳۳][۳۴][۳۵]